# Kilchoman Distillery

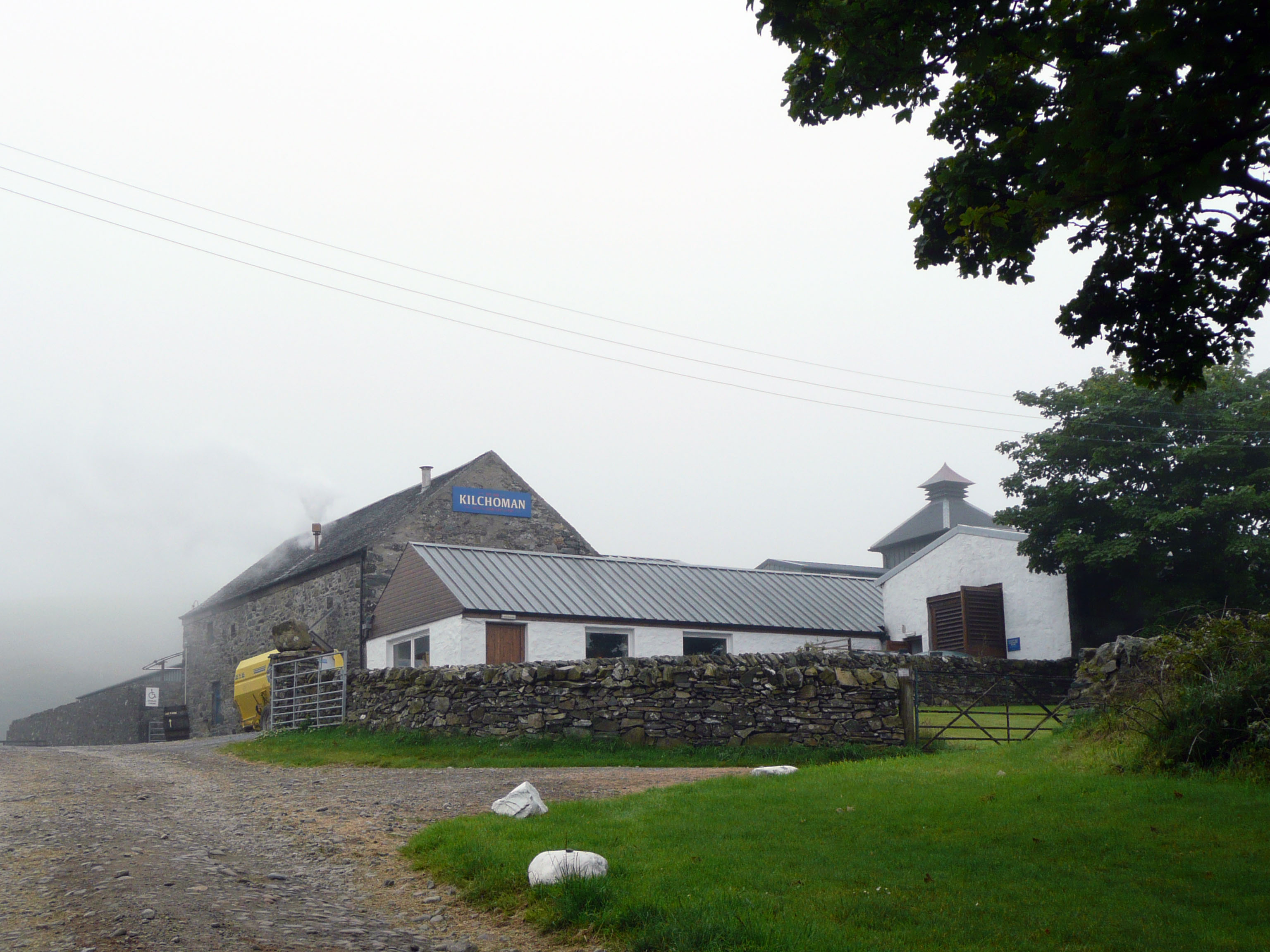
Kilchoman Distillery

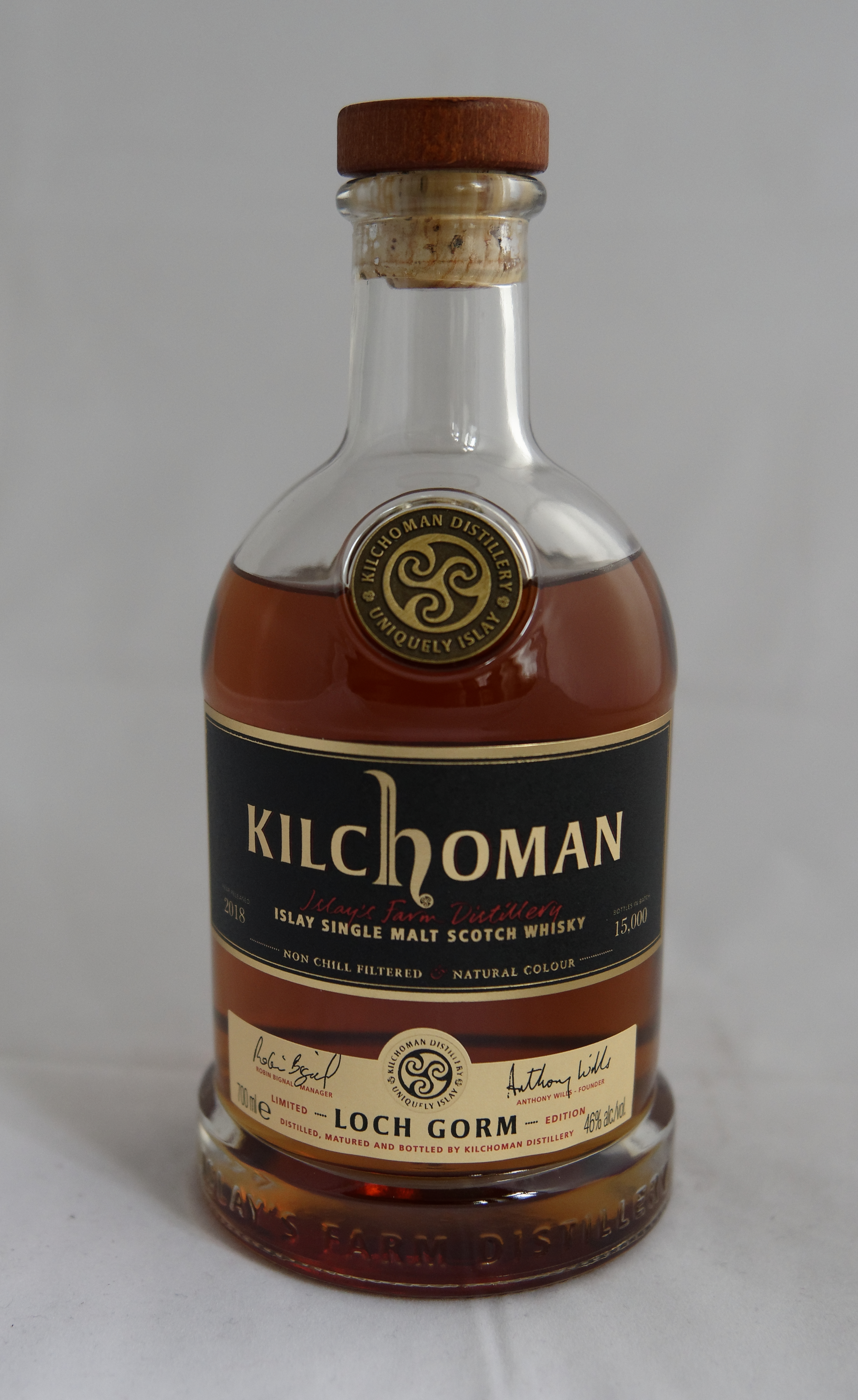
Kilchoman Loch Gorm, 46 %

Kilchoman, (kil-ho-man) är ett whiskydestilleri på ön Islay i sydvästra Skottland. Destilleriet startade den 15 december 2005 och kommersiell produktion påbörjades i mars 2006.
Kilchoman är beläget på gården Rockside på nordvästra Islay och är ett gårdsdestilleri som svarar för hela produktionsprocessen. Destilleriet väntas producera 40 000 liter whisky 2006 och vara uppe i sin maximala produktion om 90 000 liter 2008. Till skillnad mot de flesta andra maltdestillerier kommer hela produktionen att buteljeras som single malt. De första flaskorna kommer att fyllas 2010 vid en ålder av tre år.
I väntan på den slutgiltiga produkten säljer destilleriet 5cl-flaskor med Newmake (råwhisky) lagrad i endast tre månader. 
Kilchoman använder i huvudsak bourbonfat för lagring av whiskyn, men en viss del sherryfat kommer också att användas. Whiskyn är av traditionell rökig Islaytyp.